# Alula Yngyda
Ras Alula Yngyda (gyyz ራስ አሉላ እንግዳ; ur. 1827 w Mennewe, zm. 15 lutego 1897) – abisyński generał i polityk, który z powodzeniem dowodził w bitwach przeciwko m.in. osmańskiemu Egiptowi, mahdystom i Włochom. 
Jest znany również pod imionami jego koni – Abba Nega i Alula Equbi (w dawnej Etiopii normą było tytułowanie szlachciców jako ojców ich koni).
Zmarł w 1897 roku w rodzimym regionie Tembien w Etiopii. Przyczyną śmierci był postrzał w nogę podczas walki z jego dawnym przeciwnikiem o imieniu Hagos. Alula zdołał zabić swojego przeciwnika, lecz i tak zmarł z powodu poniesionych obrażeń.

## Ocena
Uważa się go za jednego z najważniejszych przywódców sił cesarskiej Etiopii w XIX wieku. Według gazety The Manchester Guardian był najlepszym dowódcą w historii nowożytnej Afryki. Telawiwski historyk Haggai Erlich nazwał go "największym przywódcą, jakiego Etiopia wydała od śmierci cesarza Tewodrosa II w 1868 roku". Europejczycy nazywali Ras Alulę "Garibaldim Etiopii".

## Życie prywatne
Żonaty z W. Bitawą Gabrą Masqal. Miał trójkę dzieci o imionach Dammaqach, Dinqnash i Sahaywarada.